# Partido Progresista Femenino
El Partido Progresista Femenino fue un partido político chileno fundado en 1951. Se trataba de una escisión del Partido Femenino de Chile creado unos años antes por María de la Cruz Toledo. 
La colectividad surgió tras la molestia de algunas militantes por la imposición de candidaturas en la dirección provincial de Magallanes. El grupo estuvo liderado por Mary Hamuy Berr, quien ocupó el cargo de presidenta, y por Carmen de Vargas, quien fue vicepresidenta. Al igual que el Partido Femenino, entregó su apoyo a Carlos Ibáñez del Campo para la elección presidencial de 1952.
Sin embargo este partido tuvo escasa relevancia dentro de la arena política nacional, pues no logró retener la adhesión femenina. Se presentó en las elecciones parlamentarias de 1953 donde obtuvo una sola diputada (Lía Lafaye).  Esta facción centraba a la mayoría de sus adherentes en Santiago, a diferencia de la de María de la Cruz que se extendía su popularidad hacia las provincias. 
El partido, al igual que el resto del ibañismo, se debilitó y careció de influencia en la vida pública nacional. Finalmente desapareció en 1958.

## Resultados electorales

### Parlamentarias
| Elección | Diputados | Diputados       | Diputados | Senadores         | Senadores         | Senadores         |
| Elección | Votos     | % de votos      | Escaños   | Votos             | % de votos        | Escaños           |
| -------- | --------- | --------------- | --------- | ----------------- | ----------------- | ----------------- |
| 1953     | 630       | \| \| 0,08 % \| | 1/147     | Sin participación | Sin participación | Sin participación |
|          | 0,08 %    |                 |           |                   |                   |                   |